# Liste des planètes mineures non numérotées découvertes en septembre 2013
Pour un article plus général, voir Liste des planètes mineures non numérotées découvertes en 2013.
Pour un article plus général, voir Liste des planètes mineures.
Cet article dresse la liste des planètes mineures (astéroïdes, centaures, objets transneptuniens et assimilés) non numérotées découvertes en septembre 2013 dans l'ordre de leur découverte.
Au 15 janvier 2025, 661 077 des 1 434 993 planètes mineures répertoriées par le Centre des planètes mineures ne sont pas encore numérotées, soit 46,07 %.

## Rappel concernant la désignation provisoire
La désignation provisoire indique l'ordre de découverte de ces objets. En effet, cette désignation est composée de l'année de découverte (par exemple 2013) suivie de la quinzaine (demi-mois) de découverte (p.e. A = 1-15 janvier) puis de l'ordre de découverte dans cette quinzaine. Cet ordre est indiqué par une lettre et éventuellement un chiffre comme suit : A pour la première découverte, B pour la deuxième, ..., Z pour la 25e (le I n'est pas utilisé pour éviter la confusion avec 1), A1 pour la 26e, B1 pour la 27e, etc. , Z1 pour la 50e, A2 pour la 51e, B2 pour la 52e, etc. L'ordre de la numérotation ne suit donc pas l'ordre alphanumérique. 2013 AA1 suit ainsi 2013 AZ et précède 2013 AB1.

## Liste

### Du1erau 15 septembre 2013
- 2013 RE
- 2013 RF
- 2013 RG
- 2013 RJ
- 2013 RU
- 2013 RV
- 2013 RX
- 2013 RG1
- 2013 RH1
- 2013 RJ1
- 2013 RV1
- 2013 RZ1
- 2013 RA2
- 2013 RD2
- 2013 RF2
- 2013 RL2
- 2013 RM2
- 2013 RN2
- 2013 RR2
- 2013 RT2
- 2013 RX2
- 2013 RD3
- 2013 RF3
- 2013 RG3
- 2013 RO3
- 2013 RU3
- 2013 RA4
- 2013 RB4
- 2013 RG4
- 2013 RH4
- 2013 RJ4
- 2013 RK4
- 2013 RT4
- 2013 RU4
- 2013 RX4
- 2013 RY4
- 2013 RZ4
- 2013 RD5
- 2013 RF5
- 2013 RG5
- 2013 RJ5
- 2013 RL5
- 2013 RO5
- 2013 RP5
- 2013 RQ5
- 2013 RR5
- 2013 RS5
- 2013 RT5
- 2013 RU5
- 2013 RV5
- 2013 RW5
- 2013 RX5
- 2013 RY5
- 2013 RZ5
- 2013 RA6
- 2013 RB6
- 2013 RC6
- 2013 RD6
- 2013 RE6
- 2013 RG6
- 2013 RJ6
- 2013 RK6
- 2013 RL6
- 2013 RO6
- 2013 RP6
- 2013 RT6
- 2013 RX6
- 2013 RZ6
- 2013 RB7
- 2013 RC7
- 2013 RF7
- 2013 RJ7
- 2013 RL7
- 2013 RM7
- 2013 RO7
- 2013 RP7
- 2013 RR7
- 2013 RV7
- 2013 RW7
- 2013 RX7
- 2013 RC8
- 2013 RM8
- 2013 RP8
- 2013 RQ8
- 2013 RT8
- 2013 RV8
- 2013 RX8
- 2013 RA9
- 2013 RE9
- 2013 RM9
- 2013 RN9
- 2013 RO9
- 2013 RR9
- 2013 RS9
- 2013 RT9
- 2013 RU9
- 2013 RV9
- 2013 RW9
- 2013 RX9
- 2013 RC10
- 2013 RF10
- 2013 RL10
- 2013 RQ10
- 2013 RS10
- 2013 RT10
- 2013 RV10
- 2013 RY10
- 2013 RD11
- 2013 RF11
- 2013 RG11
- 2013 RL11
- 2013 RN11
- 2013 RS11
- 2013 RU11
- 2013 RV11
- 2013 RB12
- 2013 RJ12
- 2013 RK12
- 2013 RT12
- 2013 RU12
- 2013 RV12
- 2013 RA13
- 2013 RB13
- 2013 RF13
- 2013 RH13
- 2013 RK13
- 2013 RN13
- 2013 RP13
- 2013 RS13
- 2013 RW13
- 2013 RA14
- 2013 RD14
- 2013 RE14
- 2013 RH14
- 2013 RL14
- 2013 RM14
- 2013 RO14
- 2013 RP14
- 2013 RU14
- 2013 RV14
- 2013 RY14
- 2013 RD15
- 2013 RG15
- 2013 RH15
- 2013 RJ15
- 2013 RK15
- 2013 RN15
- 2013 RQ15
- 2013 RU15
- 2013 RV15
- 2013 RW15
- 2013 RA16
- 2013 RC16
- 2013 RD16
- 2013 RJ16
- 2013 RK16
- 2013 RL16
- 2013 RM16
- 2013 RN16
- 2013 RO16
- 2013 RP16
- 2013 RR16
- 2013 RS16
- 2013 RX16
- 2013 RZ16
- 2013 RM17
- 2013 RO17
- 2013 RP17
- 2013 RU17
- 2013 RD18
- 2013 RG18
- 2013 RK18
- 2013 RL18
- 2013 RB19
- 2013 RF19
- 2013 RP19
- 2013 RV19
- 2013 RW19
- 2013 RX19
- 2013 RY19
- 2013 RG20
- 2013 RH20
- 2013 RM20
- 2013 RO20
- 2013 RT20
- 2013 RU20
- 2013 RB21
- 2013 RC21
- 2013 RD21
- 2013 RE21
- 2013 RF21
- 2013 RG21
- 2013 RH21
- 2013 RJ21
- 2013 RK21
- 2013 RL21
- 2013 RM21
- 2013 RN21
- 2013 RO21
- 2013 RR21
- 2013 RX21
- 2013 RF22
- 2013 RU22
- 2013 RY22
- 2013 RZ22
- 2013 RF23
- 2013 RV23
- 2013 RL24
- 2013 RO24
- 2013 RQ24
- 2013 RX24
- 2013 RG25
- 2013 RK25
- 2013 RN25
- 2013 RV25
- 2013 RY25
- 2013 RC26
- 2013 RH26
- 2013 RM26
- 2013 RR26
- 2013 RT26
- 2013 RV26
- 2013 RD27
- 2013 RK27
- 2013 RO27
- 2013 RP27
- 2013 RM28
- 2013 RQ28
- 2013 RC29
- 2013 RF29
- 2013 RL29
- 2013 RN29
- 2013 RP29
- 2013 RY29
- 2013 RZ29
- 2013 RA30
- 2013 RB30
- 2013 RC30
- 2013 RF30
- 2013 RG30
- 2013 RJ30
- 2013 RL30
- 2013 RM30
- 2013 RN30
- 2013 RO30
- 2013 RA31
- 2013 RB31
- 2013 RJ31
- 2013 RW31
- 2013 RC32
- 2013 RE32
- 2013 RF32
- 2013 RO32
- 2013 RC33
- 2013 RN33
- 2013 RD34
- 2013 RG34
- 2013 RH34
- 2013 RJ34
- 2013 RL34
- 2013 RM34
- 2013 RP34
- 2013 RT34
- 2013 RZ34
- 2013 RB35
- 2013 RD35
- 2013 RN35
- 2013 RO35
- 2013 RP35
- 2013 RC36
- 2013 RD36
- 2013 RE36
- 2013 RG36
- 2013 RH36
- 2013 RJ36
- 2013 RK36
- 2013 RM36
- 2013 RP36
- 2013 RT36
- 2013 RY36
- 2013 RC37
- 2013 RD37
- 2013 RN37
- 2013 RR37
- 2013 RV37
- 2013 RA38
- 2013 RF38
- 2013 RG38
- 2013 RK38
- 2013 RO38
- 2013 RT38
- 2013 RW38
- 2013 RK39
- 2013 RP39
- 2013 RR39
- 2013 RX39
- 2013 RZ39
- 2013 RC40
- 2013 RG40
- 2013 RP40
- 2013 RY40
- 2013 RC41
- 2013 RL41
- 2013 RP41
- 2013 RW41
- 2013 RJ42
- 2013 RK42
- 2013 RN42
- 2013 RQ42
- 2013 RY42
- 2013 RE43
- 2013 RG43
- 2013 RH43
- 2013 RJ43
- 2013 RL43
- 2013 RM43
- 2013 RN43
- 2013 RP43
- 2013 RQ43
- 2013 RR43
- 2013 RS43
- 2013 RT43
- 2013 RD44
- 2013 RE44
- 2013 RF45
- 2013 RK45
- 2013 RN45
- 2013 RW45
- 2013 RZ45
- 2013 RD46
- 2013 RP46
- 2013 RQ46
- 2013 RY46
- 2013 RD47
- 2013 RG47
- 2013 RJ47
- 2013 RM47
- 2013 RO47
- 2013 RP47
- 2013 RR47
- 2013 RT47
- 2013 RU47
- 2013 RD48
- 2013 RM48
- 2013 RS48
- 2013 RZ48
- 2013 RB49
- 2013 RC49
- 2013 RD49
- 2013 RH49
- 2013 RJ49
- 2013 RN49
- 2013 RZ49
- 2013 RF50
- 2013 RM50
- 2013 RN50
- 2013 RW50
- 2013 RF51
- 2013 RG51
- 2013 RH51
- 2013 RK51
- 2013 RP51
- 2013 RQ52
- 2013 RV52
- 2013 RW52
- 2013 RF53
- 2013 RJ53
- 2013 RT53
- 2013 RZ53
- 2013 RB54
- 2013 RE54
- 2013 RF54
- 2013 RO54
- 2013 RP54
- 2013 RR54
- 2013 RX54
- 2013 RG55
- 2013 RK55
- 2013 RN55
- 2013 RV55
- 2013 RY55
- 2013 RD56
- 2013 RK56
- 2013 RM56
- 2013 RS56
- 2013 RT56
- 2013 RD57
- 2013 RJ57
- 2013 RM57
- 2013 RU57
- 2013 RX57
- 2013 RZ57
- 2013 RB58
- 2013 RD58
- 2013 RJ58
- 2013 RK58
- 2013 RN58
- 2013 RB59
- 2013 RG59
- 2013 RQ59
- 2013 RV59
- 2013 RB60
- 2013 RH60
- 2013 RM60
- 2013 RN60
- 2013 RW60
- 2013 RG61
- 2013 RJ61
- 2013 RL61
- 2013 RS61
- 2013 RU61
- 2013 RY61
- 2013 RA62
- 2013 RD62
- 2013 RE62
- 2013 RF62
- 2013 RH62
- 2013 RL62
- 2013 RM62
- 2013 RN62
- 2013 RQ62
- 2013 RR62
- 2013 RU62
- 2013 RE63
- 2013 RO63
- 2013 RV63
- 2013 RX63
- 2013 RC64
- 2013 RD64
- 2013 RE64
- 2013 RJ64
- 2013 RK64
- 2013 RT64
- 2013 RD65
- 2013 RF65
- 2013 RG65
- 2013 RJ65
- 2013 RK65
- 2013 RL65
- 2013 RO65
- 2013 RT65
- 2013 RV65
- 2013 RC66
- 2013 RD66
- 2013 RE66
- 2013 RG66
- 2013 RH66
- 2013 RJ66
- 2013 RK66
- 2013 RL66
- 2013 RO66
- 2013 RQ66
- 2013 RR66
- 2013 RV66
- 2013 RF67
- 2013 RH67
- 2013 RJ67
- 2013 RP67
- 2013 RR67
- 2013 RU67
- 2013 RX67
- 2013 RZ67
- 2013 RP68
- 2013 RF69
- 2013 RL69
- 2013 RO69
- 2013 RQ69
- 2013 RW69
- 2013 RZ69
- 2013 RC70
- 2013 RH70
- 2013 RJ70
- 2013 RL70
- 2013 RD71
- 2013 RF71
- 2013 RK71
- 2013 RO71
- 2013 RP71
- 2013 RR71
- 2013 RV71
- 2013 RD72
- 2013 RE72
- 2013 RF72
- 2013 RG72
- 2013 RM72
- 2013 RO72
- 2013 RQ72
- 2013 RS72
- 2013 RV72
- 2013 RC73
- 2013 RE73
- 2013 RF73
- 2013 RG73
- 2013 RH73
- 2013 RM73
- 2013 RP73
- 2013 RR73
- 2013 RS73
- 2013 RT73
- 2013 RU73
- 2013 RV73
- 2013 RW73
- 2013 RX73
- 2013 RZ73
- 2013 RA74
- 2013 RB74
- 2013 RC74
- 2013 RD74
- 2013 RE74
- 2013 RF74
- 2013 RG74
- 2013 RH74
- 2013 RJ74
- 2013 RM74
- 2013 RP74
- 2013 RD75
- 2013 RE75
- 2013 RJ75
- 2013 RK75
- 2013 RQ75
- 2013 RA76
- 2013 RB76
- 2013 RD76
- 2013 RF76
- 2013 RG76
- 2013 RN76
- 2013 RO76
- 2013 RQ76
- 2013 RT76
- 2013 RZ76
- 2013 RA77
- 2013 RB77
- 2013 RF77
- 2013 RG77
- 2013 RK77
- 2013 RL77
- 2013 RP77
- 2013 RQ77
- 2013 RR77
- 2013 RS77
- 2013 RW77
- 2013 RX77
- 2013 RZ77
- 2013 RG78
- 2013 RL78
- 2013 RN78
- 2013 RR78
- 2013 RU78
- 2013 RV78
- 2013 RA79
- 2013 RF79
- 2013 RH79
- 2013 RJ79
- 2013 RM79
- 2013 RP79
- 2013 RT79
- 2013 RW79
- 2013 RX79
- 2013 RF80
- 2013 RK80
- 2013 RO80
- 2013 RP80
- 2013 RR80
- 2013 RS80
- 2013 RV80
- 2013 RW80
- 2013 RY80
- 2013 RB81
- 2013 RD81
- 2013 RG81
- 2013 RP81
- 2013 RR81
- 2013 RY81
- 2013 RE82
- 2013 RP82
- 2013 RQ82
- 2013 RR82
- 2013 RT82
- 2013 RZ82
- 2013 RC83
- 2013 RE83
- 2013 RL83
- 2013 RW83
- 2013 RA84
- 2013 RF84
- 2013 RK84
- 2013 RQ84
- 2013 RR84
- 2013 RX84
- 2013 RY84
- 2013 RX85
- 2013 RY85
- 2013 RZ85
- 2013 RB86
- 2013 RD86
- 2013 RF86
- 2013 RM86
- 2013 RN86
- 2013 RR86
- 2013 RT86
- 2013 RU86
- 2013 RG87
- 2013 RN87
- 2013 RP87
- 2013 RT88
- 2013 RW88
- 2013 RD89
- 2013 RS89
- 2013 RU89
- 2013 RW89
- 2013 RD90
- 2013 RG90
- 2013 RJ90
- 2013 RM90
- 2013 RQ90
- 2013 RR90
- 2013 RT90
- 2013 RU90
- 2013 RX90
- 2013 RZ90
- 2013 RG91
- 2013 RH91
- 2013 RJ91
- 2013 RM91
- 2013 RR91
- 2013 RB92
- 2013 RD92
- 2013 RR92
- 2013 RW92
- 2013 RF93
- 2013 RO93
- 2013 RS93
- 2013 RT93
- 2013 RU93
- 2013 RG94
- 2013 RH94
- 2013 RJ94
- 2013 RS94
- 2013 RF95
- 2013 RH95
- 2013 RL95
- 2013 RS95
- 2013 RV95
- 2013 RW95
- 2013 RX95
- 2013 RY95
- 2013 RZ95
- 2013 RA96
- 2013 RD96
- 2013 RF96
- 2013 RG96
- 2013 RM96
- 2013 RR96
- 2013 RB97
- 2013 RB98
- 2013 RD98
- 2013 RF98
- 2013 RG98
- 2013 RJ98
- 2013 RK98
- 2013 RL98
- 2013 RP98
- 2013 RQ98
- 2013 RR98
- 2013 RS98
- 2013 RT98
- 2013 RU98
- 2013 RW98
- 2013 RX98
- 2013 RB99
- 2013 RD99
- 2013 RE99
- 2013 RF99
- 2013 RH99
- 2013 RJ99
- 2013 RL99
- 2013 RN99
- 2013 RO99
- 2013 RP99
- 2013 RQ99
- 2013 RR99
- 2013 RS99
- 2013 RT99
- 2013 RU99
- 2013 RY99
- 2013 RA100
- 2013 RD100
- 2013 RF100
- 2013 RG100
- 2013 RH100
- 2013 RV100
- 2013 RG101
- 2013 RX101
- 2013 RE102
- 2013 RQ102
- 2013 RT102
- 2013 RV102
- 2013 RX102
- 2013 RB103
- 2013 RL103
- 2013 RQ104
- 2013 RG105
- 2013 RQ105
- 2013 RA106
- 2013 RG106
- 2013 RM106
- 2013 RN106
- 2013 RT106
- 2013 RX106
- 2013 RF107
- 2013 RJ107
- 2013 RP107
- 2013 RZ107
- 2013 RH108
- 2013 RL108
- 2013 RO108
- 2013 RX108
- 2013 RY108
- 2013 RZ108
- 2013 RB109
- 2013 RC109
- 2013 RD109
- 2013 RE109
- 2013 RF109
- 2013 RG109
- 2013 RH109
- 2013 RJ109
- 2013 RK109
- 2013 RL109
- 2013 RM109
- 2013 RN109
- 2013 RO109
- 2013 RP109
- 2013 RQ109
- 2013 RR109
- 2013 RS109
- 2013 RT109
- 2013 RW109
- 2013 RY109
- 2013 RB110
- 2013 RC110
- 2013 RD110
- 2013 RF110
- 2013 RK110
- 2013 RP110
- 2013 RR110
- 2013 RS110
- 2013 RV110
- 2013 RW110
- 2013 RA111
- 2013 RB111
- 2013 RC111
- 2013 RD111
- 2013 RE111
- 2013 RH111
- 2013 RL111
- 2013 RM111
- 2013 RO111
- 2013 RP111
- 2013 RQ111
- 2013 RR111
- 2013 RT111
- 2013 RU111
- 2013 RV111
- 2013 RW111
- 2013 RX111
- 2013 RZ111
- 2013 RA112
- 2013 RB112
- 2013 RC112
- 2013 RE112
- 2013 RH112
- 2013 RJ112
- 2013 RK112
- 2013 RL112
- 2013 RM112
- 2013 RN112
- 2013 RO112
- 2013 RP112
- 2013 RQ112
- 2013 RR112
- 2013 RS112
- 2013 RU112
- 2013 RV112
- 2013 RW112
- 2013 RX112
- 2013 RY112
- 2013 RZ112
- 2013 RA113
- 2013 RF113
- 2013 RG113
- 2013 RK113
- 2013 RL113
- 2013 RM113
- 2013 RO113
- 2013 RQ113
- 2013 RR113
- 2013 RS113
- 2013 RU113
- 2013 RV113
- 2013 RW113
- 2013 RZ113
- 2013 RB114
- 2013 RC114
- 2013 RE114
- 2013 RF114
- 2013 RG114
- 2013 RH114
- 2013 RJ114
- 2013 RK114
- 2013 RL114
- 2013 RM114
- 2013 RN114
- 2013 RO114
- 2013 RP114
- 2013 RQ114
- 2013 RR114
- 2013 RT114
- 2013 RV114
- 2013 RW114
- 2013 RX114
- 2013 RZ114
- 2013 RA115
- 2013 RB115
- 2013 RD115
- 2013 RE115
- 2013 RF115
- 2013 RG115
- 2013 RH115
- 2013 RK115
- 2013 RL115
- 2013 RM115
- 2013 RN115
- 2013 RO115
- 2013 RP115
- 2013 RQ115
- 2013 RR115
- 2013 RS115
- 2013 RU115
- 2013 RV115
- 2013 RX115
- 2013 RY115
- 2013 RZ115
- 2013 RA116
- 2013 RB116
- 2013 RD116
- 2013 RE116
- 2013 RF116
- 2013 RG116
- 2013 RH116
- 2013 RK116
- 2013 RL116
- 2013 RM116
- 2013 RN116
- 2013 RP116
- 2013 RR116
- 2013 RS116
- 2013 RT116
- 2013 RU116
- 2013 RW116
- 2013 RX116
- 2013 RY116
- 2013 RA117
- 2013 RB117
- 2013 RC117
- 2013 RD117
- 2013 RE117
- 2013 RF117
- 2013 RG117
- 2013 RH117
- 2013 RJ117
- 2013 RK117
- 2013 RL117
- 2013 RM117
- 2013 RN117
- 2013 RO117
- 2013 RP117
- 2013 RQ117
- 2013 RS117
- 2013 RT117
- 2013 RU117
- 2013 RV117
- 2013 RW117
- 2013 RX117
- 2013 RY117
- 2013 RZ117
- 2013 RA118
- 2013 RB118
- 2013 RC118
- 2013 RD118
- 2013 RE118
- 2013 RH118
- 2013 RJ118
- 2013 RK118
- 2013 RL118
- 2013 RM118
- 2013 RN118
- 2013 RO118
- 2013 RP118
- 2013 RQ118
- 2013 RS118
- 2013 RT118
- 2013 RU118
- 2013 RW118
- 2013 RX118
- 2013 RY118
- 2013 RZ118
- 2013 RA119
- 2013 RB119
- 2013 RC119
- 2013 RD119
- 2013 RE119
- 2013 RG119
- 2013 RH119
- 2013 RM119
- 2013 RO119
- 2013 RP119
- 2013 RR119
- 2013 RS119
- 2013 RU119
- 2013 RV119
- 2013 RZ119
- 2013 RB120
- 2013 RF120
- 2013 RG120
- 2013 RH120
- 2013 RM120
- 2013 RN120
- 2013 RO120
- 2013 RQ120
- 2013 RS120
- 2013 RT120
- 2013 RU120
- 2013 RW120
- 2013 RX120
- 2013 RY120
- 2013 RZ120
- 2013 RA121
- 2013 RB121
- 2013 RC121
- 2013 RD121
- 2013 RF121
- 2013 RG121
- 2013 RH121
- 2013 RJ121
- 2013 RK121
- 2013 RL121
- 2013 RM121
- 2013 RN121
- 2013 RO121
- 2013 RQ121
- 2013 RR121
- 2013 RT121
- 2013 RU121
- 2013 RV121
- 2013 RW121
- 2013 RY121
- 2013 RA122
- 2013 RB122
- 2013 RC122
- 2013 RD122
- 2013 RE122
- 2013 RG122
- 2013 RH122
- 2013 RJ122
- 2013 RL122
- 2013 RM122
- 2013 RN122
- 2013 RO122
- 2013 RP122
- 2013 RR122
- 2013 RS122
- 2013 RT122
- 2013 RU122
- 2013 RV122
- 2013 RW122
- 2013 RX122
- 2013 RY122
- 2013 RZ122
- 2013 RA123
- 2013 RB123
- 2013 RC123
- 2013 RD123
- 2013 RE123
- 2013 RF123
- 2013 RG123
- 2013 RH123
- 2013 RJ123
- 2013 RK123
- 2013 RM123
- 2013 RN123
- 2013 RO123
- 2013 RP123
- 2013 RQ123
- 2013 RR123
- 2013 RU123
- 2013 RV123
- 2013 RW123
- 2013 RY123
- 2013 RZ123
- 2013 RA124
- 2013 RB124
- 2013 RD124
- 2013 RE124
- 2013 RF124
- 2013 RG124
- 2013 RH124
- 2013 RJ124
- 2013 RK124
- 2013 RL124
- 2013 RM124
- 2013 RN124
- 2013 RO124
- 2013 RP124
- 2013 RQ124
- 2013 RR124
- 2013 RS124
- 2013 RT124
- 2013 RU124
- 2013 RV124
- 2013 RW124
- 2013 RX124
- 2013 RA125
- 2013 RB125
- 2013 RC125
- 2013 RD125
- 2013 RE125
- 2013 RF125
- 2013 RH125
- 2013 RJ125
- 2013 RK125
- 2013 RL125
- 2013 RM125
- 2013 RN125
- 2013 RO125
- 2013 RP125
- 2013 RQ125
- 2013 RR125
- 2013 RS125
- 2013 RT125
- 2013 RV125
- 2013 RX125
- 2013 RY125
- 2013 RZ125
- 2013 RE126
- 2013 RF126
- 2013 RG126
- 2013 RH126
- 2013 RJ126
- 2013 RK126
- 2013 RL126
- 2013 RM126
- 2013 RW126
- 2013 RX126
- 2013 RZ126
- 2013 RB127
- 2013 RD127
- 2013 RE127
- 2013 RF127
- 2013 RG127
- 2013 RH127
- 2013 RJ127
- 2013 RK127
- 2013 RL127
- 2013 RM127
- 2013 RN127
- 2013 RO127
- 2013 RP127
- 2013 RQ127
- 2013 RR127
- 2013 RS127
- 2013 RU127
- 2013 RV127
- 2013 RW127
- 2013 RX127
- 2013 RY127
- 2013 RZ127
- 2013 RA128
- 2013 RB128
- 2013 RC128
- 2013 RD128
- 2013 RE128
- 2013 RF128
- 2013 RG128
- 2013 RJ128
- 2013 RK128
- 2013 RL128
- 2013 RM128
- 2013 RN128
- 2013 RO128
- 2013 RP128
- 2013 RQ128
- 2013 RR128
- 2013 RS128
- 2013 RT128
- 2013 RU128
- 2013 RV128
- 2013 RW128
- 2013 RX128
- 2013 RZ128
- 2013 RC129
- 2013 RE129
- 2013 RG129
- 2013 RK129
- 2013 RR129
- 2013 RV129
- 2013 RW129
- 2013 RX129
- 2013 RY129
- 2013 RZ129
- 2013 RA130
- 2013 RB130
- 2013 RC130
- 2013 RD130
- 2013 RE130
- 2013 RF130
- 2013 RG130
- 2013 RH130
- 2013 RJ130
- 2013 RK130
- 2013 RL130
- 2013 RM130
- 2013 RN130
- 2013 RO130
- 2013 RQ130
- 2013 RR130
- 2013 RS130
- 2013 RT130
- 2013 RU130
- 2013 RV130
- 2013 RW130
- 2013 RX130
- 2013 RP131
- 2013 RU131
- 2013 RV131
- 2013 RW131
- 2013 RB132
- 2013 RD132
- 2013 RG132
- 2013 RH132
- 2013 RK132
- 2013 RM132
- 2013 RN132
- 2013 RQ132
- 2013 RR132
- 2013 RS132
- 2013 RT132
- 2013 RU132
- 2013 RV132
- 2013 RW132
- 2013 RX132
- 2013 RY132
- 2013 RA133
- 2013 RB133
- 2013 RD133
- 2013 RG133
- 2013 RH133
- 2013 RK133
- 2013 RL133
- 2013 RM133
- 2013 RO133
- 2013 RQ133
- 2013 RR133
- 2013 RS133
- 2013 RU133
- 2013 RW133
- 2013 RY133
- 2013 RZ133
- 2013 RA134
- 2013 RB134
- 2013 RC134
- 2013 RD134
- 2013 RE134
- 2013 RF134
- 2013 RG134
- 2013 RH134
- 2013 RJ134
- 2013 RK134
- 2013 RL134
- 2013 RO134
- 2013 RQ134
- 2013 RS134
- 2013 RU134
- 2013 RW134
- 2013 RX134
- 2013 RY134
- 2013 RA135
- 2013 RB135
- 2013 RC135
- 2013 RD135
- 2013 RE135
- 2013 RF135
- 2013 RG135
- 2013 RH135
- 2013 RJ135
- 2013 RK135
- 2013 RL135
- 2013 RN135
- 2013 RO135
- 2013 RP135
- 2013 RQ135
- 2013 RR135
- 2013 RS135
- 2013 RT135
- 2013 RU135
- 2013 RW135
- 2013 RY135
- 2013 RZ135
- 2013 RA136
- 2013 RB136
- 2013 RE136
- 2013 RF136
- 2013 RG136
- 2013 RH136
- 2013 RJ136
- 2013 RK136
- 2013 RL136
- 2013 RN136
- 2013 RO136
- 2013 RP136
- 2013 RS136
- 2013 RW136
- 2013 RY136
- 2013 RA137
- 2013 RC137
- 2013 RD137
- 2013 RG137
- 2013 RJ137
- 2013 RK137
- 2013 RM137
- 2013 RN137
- 2013 RP137
- 2013 RQ137
- 2013 RR137
- 2013 RT137
- 2013 RV137
- 2013 RY137
- 2013 RZ137
- 2013 RA138
- 2013 RB138
- 2013 RC138
- 2013 RE138
- 2013 RF138
- 2013 RG138
- 2013 RH138
- 2013 RJ138
- 2013 RK138
- 2013 RL138
- 2013 RM138
- 2013 RN138
- 2013 RO138
- 2013 RP138
- 2013 RR138
- 2013 RU138
- 2013 RV138
- 2013 RW138
- 2013 RX138
- 2013 RY138
- 2013 RA139
- 2013 RC139
- 2013 RE139
- 2013 RF139
- 2013 RH139
- 2013 RL139
- 2013 RM139
- 2013 RN139
- 2013 RO139
- 2013 RP139
- 2013 RQ139
- 2013 RR139
- 2013 RS139
- 2013 RT139
- 2013 RU139
- 2013 RV139
- 2013 RW139
- 2013 RY139
- 2013 RZ139
- 2013 RA140
- 2013 RB140
- 2013 RC140
- 2013 RD140
- 2013 RE140
- 2013 RG140
- 2013 RH140
- 2013 RJ140
- 2013 RK140
- 2013 RL140
- 2013 RM140
- 2013 RN140
- 2013 RO140
- 2013 RP140
- 2013 RQ140
- 2013 RR140
- 2013 RS140
- 2013 RU140
- 2013 RV140
- 2013 RX140
- 2013 RY140
- 2013 RZ140
- 2013 RA141
- 2013 RB141
- 2013 RC141
- 2013 RD141
- 2013 RE141
- 2013 RF141
- 2013 RG141
- 2013 RH141
- 2013 RJ141
- 2013 RK141
- 2013 RL141
- 2013 RM141
- 2013 RO141
- 2013 RP141
- 2013 RQ141
- 2013 RR141
- 2013 RS141
- 2013 RT141
- 2013 RU141
- 2013 RV141
- 2013 RB142
- 2013 RC142
- 2013 RE142
- 2013 RF142
- 2013 RH142
- 2013 RK142
- 2013 RL142
- 2013 RM142
- 2013 RN142
- 2013 RO142
- 2013 RP142
- 2013 RQ142
- 2013 RR142
- 2013 RS142
- 2013 RT142
- 2013 RW142
- 2013 RX142
- 2013 RY142
- 2013 RZ142
- 2013 RA143
- 2013 RB143
- 2013 RD143
- 2013 RE143
- 2013 RF143
- 2013 RH143
- 2013 RJ143
- 2013 RM143
- 2013 RO143
- 2013 RR143
- 2013 RS143
- 2013 RV143
- 2013 RY143
- 2013 RZ143
- 2013 RB144
- 2013 RD144
- 2013 RE144
- 2013 RF144
- 2013 RG144
- 2013 RH144
- 2013 RJ144
- 2013 RK144
- 2013 RL144
- 2013 RM144
- 2013 RN144
- 2013 RO144
- 2013 RP144
- 2013 RR144
- 2013 RS144
- 2013 RT144
- 2013 RU144
- 2013 RV144
- 2013 RX144
- 2013 RY144
- 2013 RZ144
- 2013 RA145
- 2013 RB145
- 2013 RC145
- 2013 RD145
- 2013 RE145
- 2013 RF145
- 2013 RG145
- 2013 RJ145
- 2013 RK145
- 2013 RL145
- 2013 RM145
- 2013 RN145
- 2013 RO145
- 2013 RP145
- 2013 RQ145
- 2013 RR145
- 2013 RS145
- 2013 RT145
- 2013 RU145
- 2013 RV145
- 2013 RW145
- 2013 RX145
- 2013 RY145
- 2013 RZ145
- 2013 RA146
- 2013 RB146
- 2013 RC146
- 2013 RD146
- 2013 RE146
- 2013 RF146
- 2013 RG146
- 2013 RH146
- 2013 RJ146
- 2013 RK146
- 2013 RL146
- 2013 RM146
- 2013 RN146
- 2013 RO146
- 2013 RP146
- 2013 RQ146
- 2013 RR146
- 2013 RS146
- 2013 RT146
- 2013 RU146
- 2013 RV146
- 2013 RW146
- 2013 RX146
- 2013 RZ146
- 2013 RA147
- 2013 RB147
- 2013 RC147
- 2013 RD147
- 2013 RE147
- 2013 RF147
- 2013 RG147
- 2013 RH147
- 2013 RJ147
- 2013 RK147
- 2013 RL147
- 2013 RM147
- 2013 RN147
- 2013 RQ147
- 2013 RT147
- 2013 RU147
- 2013 RV147
- 2013 RW147
- 2013 RX147
- 2013 RC148
- 2013 RD148
- 2013 RE148
- 2013 RF148
- 2013 RG148
- 2013 RH148
- 2013 RL148
- 2013 RN148
- 2013 RO148
- 2013 RP148
- 2013 RQ148
- 2013 RY148
- 2013 RB149
- 2013 RD149
- 2013 RF149
- 2013 RG149
- 2013 RH149
- 2013 RJ149
- 2013 RK149
- 2013 RL149
- 2013 RN149
- 2013 RO149
- 2013 RP149
- 2013 RR149
- 2013 RS149
- 2013 RT149
- 2013 RU149
- 2013 RX149
- 2013 RY149
- 2013 RZ149
- 2013 RB150
- 2013 RC150
- 2013 RD150
- 2013 RE150
- 2013 RF150
- 2013 RG150
- 2013 RH150
- 2013 RJ150
- 2013 RK150
- 2013 RL150
- 2013 RN150
- 2013 RQ150
- 2013 RR150
- 2013 RS150
- 2013 RT150
- 2013 RU150
- 2013 RV150
- 2013 RW150
- 2013 RX150
- 2013 RY150
- 2013 RZ150
- 2013 RA151
- 2013 RB151
- 2013 RC151
- 2013 RD151
- 2013 RF151
- 2013 RG151
- 2013 RL151
- 2013 RM151
- 2013 RN151
- 2013 RO151
- 2013 RP151
- 2013 RQ151
- 2013 RS151
- 2013 RT151
- 2013 RV151
- 2013 RW151
- 2013 RX151
- 2013 RY151
- 2013 RZ151
- 2013 RB152
- 2013 RC152
- 2013 RE152
- 2013 RF152
- 2013 RG152
- 2013 RJ152
- 2013 RK152
- 2013 RL152
- 2013 RM152
- 2013 RO152
- 2013 RP152
- 2013 RQ152
- 2013 RR152
- 2013 RS152
- 2013 RU152
- 2013 RW152
- 2013 RX152
- 2013 RY152
- 2013 RB153
- 2013 RC153
- 2013 RD153
- 2013 RE153
- 2013 RF153
- 2013 RG153
- 2013 RH153
- 2013 RK153
- 2013 RL153
- 2013 RM153
- 2013 RQ153
- 2013 RU153
- 2013 RW153
- 2013 RX153
- 2013 RY153
- 2013 RZ153
- 2013 RA154
- 2013 RB154
- 2013 RC154
- 2013 RD154
- 2013 RE154
- 2013 RF154
- 2013 RG154
- 2013 RH154
- 2013 RJ154
- 2013 RK154
- 2013 RM154
- 2013 RQ154
- 2013 RR154
- 2013 RS154
- 2013 RT154
- 2013 RU154
- 2013 RV154
- 2013 RW154
- 2013 RX154
- 2013 RY154
- 2013 RZ154
- 2013 RA155
- 2013 RB155
- 2013 RC155
- 2013 RD155
- 2013 RE155
- 2013 RF155
- 2013 RK155
- 2013 RL155
- 2013 RM155
- 2013 RN155
- 2013 RO155
- 2013 RQ155
- 2013 RR155
- 2013 RS155
- 2013 RT155
- 2013 RU155
- 2013 RV155
- 2013 RX155
- 2013 RY155
- 2013 RZ155
- 2013 RA156
- 2013 RB156
- 2013 RC156
- 2013 RD156
- 2013 RE156
- 2013 RF156
- 2013 RG156
- 2013 RH156
- 2013 RJ156
- 2013 RL156
- 2013 RN156
- 2013 RO156
- 2013 RP156
- 2013 RQ156
- 2013 RR156
- 2013 RS156
- 2013 RT156
- 2013 RU156
- 2013 RV156
- 2013 RW156
- 2013 RX156
- 2013 RY156
- 2013 RZ156
- 2013 RA157
- 2013 RB157
- 2013 RC157
- 2013 RD157
- 2013 RE157
- 2013 RF157
- 2013 RG157
- 2013 RH157
- 2013 RL157
- 2013 RM157
- 2013 RN157
- 2013 RO157
- 2013 RP157
- 2013 RQ157
- 2013 RR157
- 2013 RS157
- 2013 RT157
- 2013 RU157
- 2013 RV157
- 2013 RW157
- 2013 RX157
- 2013 RY157
- 2013 RZ157
- 2013 RA158
- 2013 RB158
- 2013 RC158
- 2013 RD158
- 2013 RE158
- 2013 RF158
- 2013 RG158
- 2013 RJ158
- 2013 RK158
- 2013 RL158
- 2013 RM158
- 2013 RN158
- 2013 RO158
- 2013 RP158
- 2013 RQ158
- 2013 RR158
- 2013 RS158
- 2013 RT158
- 2013 RU158
- 2013 RV158
- 2013 RW158
- 2013 RX158
- 2013 RY158
- 2013 RZ158
- 2013 RA159
- 2013 RB159
- 2013 RC159
- 2013 RD159
- 2013 RH159
- 2013 RJ159
- 2013 RN159
- 2013 RO159
- 2013 RP159
- 2013 RQ159
- 2013 RR159
- 2013 RS159
- 2013 RT159
- 2013 RU159
- 2013 RV159
- 2013 RW159
- 2013 RX159
- 2013 RY159
- 2013 RZ159
- 2013 RA160
- 2013 RB160
- 2013 RC160
- 2013 RD160
- 2013 RE160
- 2013 RF160
- 2013 RG160
- 2013 RH160
- 2013 RJ160
- 2013 RL160
- 2013 RM160
- 2013 RN160
- 2013 RO160
- 2013 RP160
- 2013 RQ160
- 2013 RR160
- 2013 RS160
- 2013 RT160
- 2013 RW160
- 2013 RX160
- 2013 RY160
- 2013 RB161
- 2013 RC161
- 2013 RF161
- 2013 RG161
- 2013 RH161
- 2013 RJ161
- 2013 RK161
- 2013 RL161
- 2013 RM161
- 2013 RN161
- 2013 RO161
- 2013 RP161
- 2013 RQ161
- 2013 RR161
- 2013 RS161
- 2013 RT161
- 2013 RU161
- 2013 RV161
- 2013 RW161
- 2013 RX161
- 2013 RY161
- 2013 RZ161
- 2013 RA162
- 2013 RB162
- 2013 RC162
- 2013 RD162
- 2013 RF162
- 2013 RH162
- 2013 RJ162
- 2013 RK162
- 2013 RL162
- 2013 RM162
- 2013 RN162
- 2013 RO162
- 2013 RP162
- 2013 RQ162
- 2013 RR162
- 2013 RS162
- 2013 RT162
- 2013 RU162
- 2013 RW162
- 2013 RX162
- 2013 RY162
- 2013 RZ162
- 2013 RA163
- 2013 RC163
- 2013 RD163
- 2013 RE163
- 2013 RF163
- 2013 RG163
- 2013 RH163
- 2013 RJ163
- 2013 RK163
- 2013 RL163
- 2013 RM163
- 2013 RN163
- 2013 RO163
- 2013 RP163
- 2013 RQ163
- 2013 RR163
- 2013 RS163
- 2013 RV163
- 2013 RW163
- 2013 RX163
- 2013 RY163
- 2013 RZ163
- 2013 RA164
- 2013 RB164
- 2013 RC164
- 2013 RD164
- 2013 RG164
- 2013 RH164
- 2013 RJ164
- 2013 RM164
- 2013 RO164
- 2013 RP164
- 2013 RQ164
- 2013 RR164
- 2013 RS164
- 2013 RV164
- 2013 RW164
- 2013 RX164
- 2013 RY164
- 2013 RZ164
- 2013 RA165
- 2013 RB165
- 2013 RC165
- 2013 RD165
- 2013 RE165
- 2013 RF165
- 2013 RG165
- 2013 RJ165
- 2013 RM165
- 2013 RN165
- 2013 RP165
- 2013 RR165
- 2013 RS165
- 2013 RT165
- 2013 RU165
- 2013 RV165
- 2013 RW165
- 2013 RY165
- 2013 RZ165
- 2013 RB166
- 2013 RC166
- 2013 RD166
- 2013 RE166
- 2013 RF166
- 2013 RG166
- 2013 RH166
- 2013 RJ166
- 2013 RK166
- 2013 RN166
- 2013 RO166
- 2013 RP166
- 2013 RQ166
- 2013 RR166
- 2013 RS166
- 2013 RT166
- 2013 RU166
- 2013 RV166
- 2013 RW166
- 2013 RX166
- 2013 RY166
- 2013 RZ166
- 2013 RA167
- 2013 RB167
- 2013 RC167
- 2013 RF167
- 2013 RG167
- 2013 RH167
- 2013 RJ167
- 2013 RK167
- 2013 RL167
- 2013 RM167
- 2013 RN167
- 2013 RO167
- 2013 RR167
- 2013 RT167
- 2013 RU167
- 2013 RV167
- 2013 RW167
- 2013 RX167
- 2013 RY167
- 2013 RZ167
- 2013 RC168
- 2013 RD168
- 2013 RE168
- 2013 RF168
- 2013 RG168
- 2013 RH168
- 2013 RJ168
- 2013 RK168
- 2013 RL168
- 2013 RM168
- 2013 RN168
- 2013 RO168
- 2013 RP168
- 2013 RQ168
- 2013 RR168
- 2013 RT168
- 2013 RU168
- 2013 RV168
- 2013 RW168
- 2013 RX168
- 2013 RY168
- 2013 RA169
- 2013 RB169
- 2013 RC169
- 2013 RE169
- 2013 RG169
- 2013 RH169
- 2013 RJ169
- 2013 RL169
- 2013 RM169
- 2013 RN169
- 2013 RO169
- 2013 RP169
- 2013 RQ169
- 2013 RS169
- 2013 RU169
- 2013 RV169
- 2013 RX169
- 2013 RA170
- 2013 RB170
- 2013 RC170
- 2013 RE170
- 2013 RG170
- 2013 RH170
- 2013 RJ170
- 2013 RK170
- 2013 RL170
- 2013 RM170
- 2013 RN170
- 2013 RP170
- 2013 RQ170
- 2013 RR170
- 2013 RS170
- 2013 RT170
- 2013 RU170
- 2013 RX170
- 2013 RY170
- 2013 RZ170
- 2013 RA171
- 2013 RB171
- 2013 RC171
- 2013 RD171
- 2013 RE171
- 2013 RF171
- 2013 RG171
- 2013 RH171
- 2013 RJ171
- 2013 RK171
- 2013 RL171
- 2013 RM171
- 2013 RN171
- 2013 RO171
- 2013 RR171
- 2013 RT171
- 2013 RU171
- 2013 RV171
- 2013 RW171
- 2013 RX171
- 2013 RZ171
- 2013 RA172
- 2013 RB172
- 2013 RC172
- 2013 RD172
- 2013 RE172
- 2013 RF172
- 2013 RG172
- 2013 RH172
- 2013 RK172
- 2013 RM172
- 2013 RO172
- 2013 RP172
- 2013 RQ172
- 2013 RR172
- 2013 RT172
- 2013 RV172
- 2013 RY172
- 2013 RZ172
- 2013 RA173
- 2013 RB173
- 2013 RD173
- 2013 RE173
- 2013 RG173
- 2013 RH173
- 2013 RJ173
- 2013 RK173
- 2013 RL173
- 2013 RM173
- 2013 RO173
- 2013 RR173
- 2013 RS173
- 2013 RV173
- 2013 RW173
- 2013 RX173
- 2013 RY173
- 2013 RZ173
- 2013 RA174
- 2013 RB174
- 2013 RC174
- 2013 RD174
- 2013 RF174
- 2013 RG174
- 2013 RH174
- 2013 RK174
- 2013 RL174
- 2013 RM174
- 2013 RO174
- 2013 RP174
- 2013 RQ174
- 2013 RR174
- 2013 RS174
- 2013 RT174
- 2013 RU174
- 2013 RV174
- 2013 RW174
- 2013 RX174
- 2013 RY174
- 2013 RZ174
- 2013 RA175
- 2013 RB175
- 2013 RC175
- 2013 RD175
- 2013 RE175
- 2013 RF175
- 2013 RH175
- 2013 RJ175
- 2013 RL175
- 2013 RM175
- 2013 RN175
- 2013 RP175
- 2013 RQ175
- 2013 RR175
- 2013 RS175
- 2013 RT175
- 2013 RU175
- 2013 RW175
- 2013 RX175
- 2013 RY175
- 2013 RZ175
- 2013 RA176
- 2013 RB176
- 2013 RC176
- 2013 RE176
- 2013 RF176
- 2013 RG176
- 2013 RJ176
- 2013 RK176
- 2013 RL176
- 2013 RM176
- 2013 RN176
- 2013 RO176
- 2013 RP176
- 2013 RQ176
- 2013 RR176
- 2013 RS176
- 2013 RT176
- 2013 RU176
- 2013 RV176
- 2013 RW176
- 2013 RX176
- 2013 RY176
- 2013 RZ176
- 2013 RA177
- 2013 RB177
- 2013 RC177
- 2013 RD177
- 2013 RE177
- 2013 RF177
- 2013 RG177
- 2013 RJ177
- 2013 RK177
- 2013 RN177
- 2013 RP177
- 2013 RQ177
- 2013 RR177
- 2013 RS177
- 2013 RT177
- 2013 RU177
- 2013 RV177
- 2013 RW177
- 2013 RX177
- 2013 RY177
- 2013 RZ177
- 2013 RA178
- 2013 RB178
- 2013 RD178
- 2013 RF178
- 2013 RH178
- 2013 RJ178
- 2013 RK178
- 2013 RM178
- 2013 RN178
- 2013 RP178
- 2013 RQ178
- 2013 RR178
- 2013 RT178
- 2013 RV178
- 2013 RW178
- 2013 RX178
- 2013 RY178
- 2013 RZ178
- 2013 RA179
- 2013 RB179
- 2013 RC179
- 2013 RD179
- 2013 RE179
- 2013 RF179
- 2013 RG179
- 2013 RH179
- 2013 RJ179
- 2013 RK179
- 2013 RL179
- 2013 RM179
- 2013 RN179
- 2013 RO179
- 2013 RP179
- 2013 RQ179
- 2013 RR179
- 2013 RS179
- 2013 RT179
- 2013 RU179
- 2013 RV179
- 2013 RW179
- 2013 RX179
- 2013 RY179
- 2013 RZ179
- 2013 RA180
- 2013 RB180
- 2013 RD180
- 2013 RE180
- 2013 RF180
- 2013 RG180
- 2013 RH180
- 2013 RJ180
- 2013 RK180
- 2013 RL180
- 2013 RM180
- 2013 RN180
- 2013 RO180
- 2013 RP180
- 2013 RQ180
- 2013 RR180
- 2013 RS180
- 2013 RT180
- 2013 RV180
- 2013 RW180
- 2013 RX180
- 2013 RY180
- 2013 RZ180
- 2013 RB181
- 2013 RC181
- 2013 RD181
- 2013 RF181
- 2013 RG181
- 2013 RJ181
- 2013 RK181
- 2013 RL181
- 2013 RM181
- 2013 RN181
- 2013 RO181
- 2013 RR181
- 2013 RT181
- 2013 RU181
- 2013 RV181
- 2013 RW181
- 2013 RX181
- 2013 RY181
- 2013 RA182
- 2013 RB182
- 2013 RC182
- 2013 RE182
- 2013 RG182
- 2013 RH182
- 2013 RJ182
- 2013 RK182
- 2013 RL182
- 2013 RM182
- 2013 RP182
- 2013 RQ182
- 2013 RS182
- 2013 RT182
- 2013 RU182
- 2013 RV182
- 2013 RW182
- 2013 RX182
- 2013 RY182
- 2013 RZ182
- 2013 RB183
- 2013 RC183
- 2013 RE183
- 2013 RF183
- 2013 RG183
- 2013 RH183
- 2013 RJ183
- 2013 RK183
- 2013 RL183
- 2013 RN183
- 2013 RO183
- 2013 RP183
- 2013 RQ183
- 2013 RR183
- 2013 RS183
- 2013 RT183
- 2013 RU183
- 2013 RX183
- 2013 RY183
- 2013 RZ183
- 2013 RA184
- 2013 RC184
- 2013 RD184
- 2013 RE184
- 2013 RF184
- 2013 RH184
- 2013 RJ184
- 2013 RL184
- 2013 RM184
- 2013 RN184
- 2013 RO184
- 2013 RP184
- 2013 RS184
- 2013 RU184
- 2013 RV184
- 2013 RW184
- 2013 RY184
- 2013 RA185
- 2013 RB185
- 2013 RC185
- 2013 RD185
- 2013 RF185
- 2013 RH185
- 2013 RJ185
- 2013 RK185
- 2013 RL185
- 2013 RM185
- 2013 RN185
- 2013 RO185
- 2013 RQ185
- 2013 RR185
- 2013 RT185
- 2013 RU185
- 2013 RV185
- 2013 RX185
- 2013 RZ185
- 2013 RA186
- 2013 RB186
- 2013 RC186
- 2013 RD186
- 2013 RE186
- 2013 RF186
- 2013 RG186
- 2013 RH186
- 2013 RJ186
- 2013 RK186
- 2013 RL186
- 2013 RM186
- 2013 RN186
- 2013 RO186
- 2013 RP186
- 2013 RR186
- 2013 RS186
- 2013 RU186
- 2013 RV186
- 2013 RW186
- 2013 RY186
- 2013 RZ186
- 2013 RA187
- 2013 RB187
- 2013 RD187
- 2013 RE187
- 2013 RF187
- 2013 RG187
- 2013 RH187
- 2013 RJ187
- 2013 RL187
- 2013 RM187
- 2013 RN187
- 2013 RO187
- 2013 RP187
- 2013 RQ187
- 2013 RR187
- 2013 RS187
- 2013 RT187
- 2013 RU187
- 2013 RV187
- 2013 RW187
- 2013 RX187
- 2013 RY187
- 2013 RZ187
- 2013 RA188
- 2013 RB188
- 2013 RC188
- 2013 RD188
- 2013 RE188
- 2013 RF188
- 2013 RG188
- 2013 RH188
- 2013 RK188
- 2013 RL188
- 2013 RM188
- 2013 RN188
- 2013 RO188
- 2013 RP188
- 2013 RQ188
- 2013 RR188
- 2013 RS188
- 2013 RT188
- 2013 RU188
- 2013 RV188
- 2013 RW188
- 2013 RX188
- 2013 RY188
- 2013 RZ188
- 2013 RA189
- 2013 RB189
- 2013 RC189
- 2013 RD189
- 2013 RE189
- 2013 RF189
- 2013 RG189
- 2013 RH189
- 2013 RJ189
- 2013 RK189
- 2013 RL189
- 2013 RM189
- 2013 RN189
- 2013 RO189
- 2013 RP189
- 2013 RQ189
- 2013 RR189
- 2013 RS189
- 2013 RT189
- 2013 RU189
- 2013 RV189
- 2013 RW189
- 2013 RX189
- 2013 RY189
- 2013 RZ189
- 2013 RA190
- 2013 RB190
- 2013 RC190
- 2013 RD190
- 2013 RE190
- 2013 RF190
- 2013 RG190
- 2013 RH190
- 2013 RJ190
- 2013 RK190
- 2013 RL190
- 2013 RM190
- 2013 RN190
- 2013 RO190
- 2013 RP190
- 2013 RQ190
- 2013 RR190
- 2013 RS190
- 2013 RU190
- 2013 RV190
- 2013 RW190
- 2013 RX190
- 2013 RY190
- 2013 RZ190
- 2013 RA191
- 2013 RB191
- 2013 RC191
- 2013 RD191
- 2013 RE191
- 2013 RF191
- 2013 RG191
- 2013 RJ191
- 2013 RK191
- 2013 RL191
- 2013 RM191
- 2013 RN191
- 2013 RO191
- 2013 RP191
- 2013 RQ191
- 2013 RR191
- 2013 RS191
- 2013 RT191
- 2013 RU191
- 2013 RV191
- 2013 RW191
- 2013 RX191
- 2013 RY191
- 2013 RZ191
- 2013 RB192
- 2013 RC192
- 2013 RD192
- 2013 RE192
- 2013 RF192
- 2013 RG192
- 2013 RH192
- 2013 RJ192
- 2013 RK192
- 2013 RL192
- 2013 RM192
- 2013 RN192
- 2013 RO192
- 2013 RP192
- 2013 RQ192
- 2013 RR192
- 2013 RS192
- 2013 RT192
- 2013 RU192
- 2013 RV192
- 2013 RW192
- 2013 RX192
- 2013 RY192
- 2013 RZ192
- 2013 RA193
- 2013 RB193
- 2013 RC193
- 2013 RD193
- 2013 RE193
- 2013 RG193
- 2013 RH193
- 2013 RJ193
- 2013 RK193
- 2013 RL193
- 2013 RN193
- 2013 RO193
- 2013 RQ193
- 2013 RR193
- 2013 RT193
- 2013 RU193
- 2013 RV193
- 2013 RW193
- 2013 RX193
- 2013 RY193
- 2013 RA194
- 2013 RB194
- 2013 RC194
- 2013 RD194
- 2013 RE194
- 2013 RF194
- 2013 RG194
- 2013 RH194
- 2013 RJ194
- 2013 RK194
- 2013 RL194
- 2013 RM194
- 2013 RN194
- 2013 RO194
- 2013 RP194
- 2013 RR194
- 2013 RS194
- 2013 RT194
- 2013 RV194
- 2013 RW194
- 2013 RX194
- 2013 RY194
- 2013 RZ194
- 2013 RA195
- 2013 RB195
- 2013 RC195
- 2013 RD195
- 2013 RE195
- 2013 RF195
- 2013 RG195
- 2013 RH195
- 2013 RJ195
- 2013 RK195
- 2013 RL195

### Du 16 au 30 septembre 2013
- 2013 SE
- 2013 SF
- 2013 SJ
- 2013 SM
- 2013 SO
- 2013 SR
- 2013 SS
- 2013 ST
- 2013 SD1
- 2013 SG1
- 2013 SO1
- 2013 ST1
- 2013 SU1
- 2013 SE2
- 2013 SK2
- 2013 SO2
- 2013 SR2
- 2013 SZ3
- 2013 SM4
- 2013 SP4
- 2013 SX4
- 2013 SB5
- 2013 SD5
- 2013 SG5
- 2013 SK5
- 2013 SR5
- 2013 SS5
- 2013 SZ5
- 2013 SS6
- 2013 SU6
- 2013 SF7
- 2013 SH7
- 2013 SO7
- 2013 SY7
- 2013 SA8
- 2013 SJ8
- 2013 SK8
- 2013 ST8
- 2013 SU8
- 2013 SK9
- 2013 SP9
- 2013 SQ9
- 2013 SX9
- 2013 SE10
- 2013 SO10
- 2013 ST10
- 2013 SV10
- 2013 SZ10
- 2013 SG11
- 2013 SO11
- 2013 SQ11
- 2013 ST11
- 2013 SJ12
- 2013 SK12
- 2013 SX12
- 2013 SC13
- 2013 SM13
- 2013 SP13
- 2013 SR13
- 2013 SS13
- 2013 ST13
- 2013 SX13
- 2013 SY13
- 2013 SB14
- 2013 SC14
- 2013 SF14
- 2013 SG14
- 2013 SJ14
- 2013 SK14
- 2013 SS14
- 2013 SG15
- 2013 SK15
- 2013 SS15
- 2013 ST15
- 2013 SY15
- 2013 SE16
- 2013 SH16
- 2013 SM16
- 2013 SN16
- 2013 SQ16
- 2013 SS16
- 2013 SW16
- 2013 SZ16
- 2013 SB17
- 2013 SC17
- 2013 SE17
- 2013 SG17
- 2013 SH17
- 2013 SP17
- 2013 SR17
- 2013 SY17
- 2013 SA18
- 2013 SD18
- 2013 SH18
- 2013 SL18
- 2013 SN18
- 2013 SU18
- 2013 SZ18
- 2013 SC19
- 2013 SD19
- 2013 SE19
- 2013 SF19
- 2013 SG19
- 2013 SH19
- 2013 SK19
- 2013 SL19
- 2013 SN19
- 2013 SO19
- 2013 SP19
- 2013 SQ19
- 2013 SR19
- 2013 SS19
- 2013 ST19
- 2013 SU19
- 2013 SV19
- 2013 SW19
- 2013 SX19
- 2013 SY19
- 2013 SZ19
- 2013 SA20
- 2013 SB20
- 2013 SC20
- 2013 SD20
- 2013 SK20
- 2013 SL20
- 2013 SM20
- 2013 SN20
- 2013 SO20
- 2013 SW20
- 2013 SY20
- 2013 SA21
- 2013 SB21
- 2013 SC21
- 2013 SD21
- 2013 SE21
- 2013 SQ21
- 2013 ST21
- 2013 SX21
- 2013 SY21
- 2013 SC22
- 2013 SB23
- 2013 SF23
- 2013 SG23
- 2013 SK23
- 2013 SM23
- 2013 SN23
- 2013 SQ23
- 2013 SW23
- 2013 SA24
- 2013 SF24
- 2013 SH24
- 2013 SK24
- 2013 SM24
- 2013 SN24
- 2013 SO24
- 2013 SR24
- 2013 SS24
- 2013 ST24
- 2013 SU24
- 2013 SV24
- 2013 SW24
- 2013 SX24
- 2013 SB25
- 2013 SD25
- 2013 SE25
- 2013 SF25
- 2013 SG25
- 2013 SM25
- 2013 SO25
- 2013 SF26
- 2013 SM26
- 2013 SS26
- 2013 ST26
- 2013 SF28
- 2013 SY28
- 2013 SC29
- 2013 SL30
- 2013 SX30
- 2013 SA31
- 2013 SE31
- 2013 SK31
- 2013 SM31
- 2013 ST31
- 2013 SV31
- 2013 SY31
- 2013 SH32
- 2013 SJ32
- 2013 SM32
- 2013 SO32
- 2013 SR32
- 2013 SS32
- 2013 SY32
- 2013 SA33
- 2013 SK33
- 2013 SN33
- 2013 SR33
- 2013 SU33
- 2013 SY33
- 2013 SA34
- 2013 SD34
- 2013 SL34
- 2013 SM34
- 2013 SO34
- 2013 ST34
- 2013 SU34
- 2013 SV34
- 2013 SW34
- 2013 SX34
- 2013 SY34
- 2013 SZ34
- 2013 SB35
- 2013 SF35
- 2013 SH35
- 2013 SO35
- 2013 SP35
- 2013 SR35
- 2013 SU35
- 2013 SW35
- 2013 SY35
- 2013 SA36
- 2013 SB36
- 2013 SC36
- 2013 SD36
- 2013 SF36
- 2013 SH36
- 2013 SK36
- 2013 SL36
- 2013 SN36
- 2013 SS36
- 2013 ST36
- 2013 SU36
- 2013 SV36
- 2013 SX36
- 2013 SA37
- 2013 SB37
- 2013 SE37
- 2013 SK37
- 2013 SV37
- 2013 SZ37
- 2013 SA38
- 2013 SB38
- 2013 SJ38
- 2013 SU38
- 2013 SY38
- 2013 SP39
- 2013 SQ39
- 2013 SB40
- 2013 SD40
- 2013 SE40
- 2013 SO40
- 2013 SD41
- 2013 SG41
- 2013 SK41
- 2013 SU41
- 2013 SX41
- 2013 SZ41
- 2013 SM42
- 2013 ST42
- 2013 SN43
- 2013 SU43
- 2013 SD44
- 2013 SH44
- 2013 SK44
- 2013 SQ44
- 2013 SR44
- 2013 SS44
- 2013 ST44
- 2013 SV44
- 2013 SC45
- 2013 SH45
- 2013 SK45
- 2013 SL45
- 2013 SN45
- 2013 SR45
- 2013 SS45
- 2013 SC46
- 2013 SF46
- 2013 SG46
- 2013 SJ46
- 2013 SM46
- 2013 SO46
- 2013 SR46
- 2013 SV46
- 2013 SD47
- 2013 SE47
- 2013 SG47
- 2013 SN47
- 2013 SQ47
- 2013 SR47
- 2013 SV47
- 2013 SW47
- 2013 SZ47
- 2013 SC48
- 2013 SD48
- 2013 SE48
- 2013 SR48
- 2013 SV48
- 2013 SX48
- 2013 SY48
- 2013 SZ48
- 2013 SA49
- 2013 SG49
- 2013 SJ49
- 2013 SM49
- 2013 SQ49
- 2013 SV49
- 2013 SB50
- 2013 SF50
- 2013 SH50
- 2013 SO50
- 2013 SO51
- 2013 ST51
- 2013 SC52
- 2013 SF53
- 2013 SL53
- 2013 SN53
- 2013 SP53
- 2013 SR53
- 2013 SU53
- 2013 SW53
- 2013 SX53
- 2013 SY53
- 2013 SC54
- 2013 SD54
- 2013 SQ54
- 2013 ST54
- 2013 SX54
- 2013 SB55
- 2013 SR55
- 2013 SS55
- 2013 ST55
- 2013 SU55
- 2013 SW55
- 2013 SX55
- 2013 SD56
- 2013 SG56
- 2013 SJ56
- 2013 SN56
- 2013 SO56
- 2013 SV56
- 2013 SY56
- 2013 SL57
- 2013 SM57
- 2013 SN57
- 2013 SP57
- 2013 SQ57
- 2013 SR57
- 2013 ST57
- 2013 SY57
- 2013 SZ57
- 2013 SE58
- 2013 SL58
- 2013 SN58
- 2013 SU58
- 2013 SY58
- 2013 SA59
- 2013 SB59
- 2013 SC59
- 2013 SD59
- 2013 SH59
- 2013 SJ59
- 2013 SL59
- 2013 SN59
- 2013 SZ59
- 2013 SG60
- 2013 SK60
- 2013 SL60
- 2013 SY60
- 2013 SA61
- 2013 SF61
- 2013 SX61
- 2013 SG62
- 2013 SJ62
- 2013 SL62
- 2013 ST62
- 2013 SW62
- 2013 SY62
- 2013 SA63
- 2013 SD63
- 2013 SH63
- 2013 SL63
- 2013 SM63
- 2013 SO63
- 2013 SP63
- 2013 SZ63
- 2013 SF64
- 2013 SP64
- 2013 SU64
- 2013 SW64
- 2013 SC65
- 2013 SJ65
- 2013 SL65
- 2013 SN65
- 2013 SS65
- 2013 SY65
- 2013 SA66
- 2013 SG66
- 2013 SH66
- 2013 SJ66
- 2013 SL66
- 2013 SQ66
- 2013 ST66
- 2013 SV66
- 2013 SD67
- 2013 SF67
- 2013 SH67
- 2013 SN67
- 2013 SZ67
- 2013 SA68
- 2013 SB68
- 2013 SE68
- 2013 SH68
- 2013 SL68
- 2013 SM68
- 2013 SO68
- 2013 SP68
- 2013 SU68
- 2013 SY68
- 2013 SC69
- 2013 SE69
- 2013 SF69
- 2013 SQ69
- 2013 SR69
- 2013 ST69
- 2013 SV69
- 2013 SW69
- 2013 SX69
- 2013 SF70
- 2013 SG70
- 2013 SL70
- 2013 SM70
- 2013 SN70
- 2013 ST70
- 2013 SU70
- 2013 SP71
- 2013 SR71
- 2013 SC72
- 2013 SD72
- 2013 SU72
- 2013 SF73
- 2013 SH73
- 2013 SL73
- 2013 SN73
- 2013 SO73
- 2013 SP73
- 2013 SQ73
- 2013 SU73
- 2013 SV73
- 2013 SX73
- 2013 SY73
- 2013 SC74
- 2013 SG74
- 2013 SK74
- 2013 SP74
- 2013 SR74
- 2013 SU74
- 2013 SX74
- 2013 SZ74
- 2013 SB75
- 2013 SD75
- 2013 SG75
- 2013 SM75
- 2013 SQ75
- 2013 SU75
- 2013 SV75
- 2013 SW75
- 2013 SA76
- 2013 SV76
- 2013 SB77
- 2013 SE77
- 2013 SK77
- 2013 SL77
- 2013 SN77
- 2013 SR77
- 2013 SU77
- 2013 SV77
- 2013 SY77
- 2013 SZ77
- 2013 SD78
- 2013 SL78
- 2013 SN78
- 2013 SP78
- 2013 SQ78
- 2013 SY78
- 2013 SA79
- 2013 SG79
- 2013 SM79
- 2013 SO79
- 2013 ST79
- 2013 SB80
- 2013 SD80
- 2013 SE80
- 2013 SY80
- 2013 SZ80
- 2013 SB81
- 2013 SH81
- 2013 SW81
- 2013 SX81
- 2013 SY81
- 2013 SE82
- 2013 SG82
- 2013 SH82
- 2013 SJ82
- 2013 SK82
- 2013 SM82
- 2013 SO82
- 2013 SQ82
- 2013 SS82
- 2013 SD83
- 2013 SE83
- 2013 SQ83
- 2013 SU83
- 2013 SX83
- 2013 SE84
- 2013 SJ84
- 2013 SY84
- 2013 SE85
- 2013 SF85
- 2013 ST85
- 2013 SE86
- 2013 SK86
- 2013 SO86
- 2013 ST86
- 2013 SV86
- 2013 SB87
- 2013 SQ87
- 2013 SS87
- 2013 SY87
- 2013 SF88
- 2013 SL88
- 2013 SR88
- 2013 ST88
- 2013 SX88
- 2013 SE89
- 2013 SF89
- 2013 SP89
- 2013 SR89
- 2013 SS89
- 2013 ST89
- 2013 SW89
- 2013 SC90
- 2013 SO90
- 2013 SP90
- 2013 SQ90
- 2013 ST90
- 2013 SY90
- 2013 SZ90
- 2013 SG91
- 2013 SK91
- 2013 SO91
- 2013 SQ91
- 2013 SR91
- 2013 SC92
- 2013 SG92
- 2013 SK92
- 2013 SR92
- 2013 SV92
- 2013 SX92
- 2013 SC93
- 2013 SE93
- 2013 SG93
- 2013 SL93
- 2013 SM93
- 2013 SO93
- 2013 ST93
- 2013 SF94
- 2013 SG94
- 2013 SR94
- 2013 SS94
- 2013 ST94
- 2013 SB95
- 2013 SE95
- 2013 SH95
- 2013 SL95
- 2013 SP95
- 2013 SX95
- 2013 SQ96
- 2013 SO97
- 2013 SW97
- 2013 SG98
- 2013 SK98
- 2013 SO98
- 2013 SE99
- 2013 SG99
- 2013 SJ99
- 2013 SK99
- 2013 SL99
- 2013 SM99
- 2013 SN99
- 2013 SR99
- 2013 SS99
- 2013 ST99
- 2013 SU99
- 2013 SV99
- 2013 SW99
- 2013 SX99
- 2013 SY99
- 2013 SZ99
- 2013 SC100
- 2013 SD100
- 2013 SE100
- 2013 SF100
- 2013 SJ100
- 2013 SK100
- 2013 SL100
- 2013 SM100
- 2013 SN100
- 2013 SO100
- 2013 SP100
- 2013 SQ100
- 2013 SR100
- 2013 SS100
- 2013 ST100
- 2013 SU100
- 2013 SV100
- 2013 SW100
- 2013 SX100
- 2013 SY100
- 2013 SZ100
- 2013 SA101
- 2013 SB101
- 2013 SC101
- 2013 SD101
- 2013 SE101
- 2013 SF101
- 2013 SG101
- 2013 SN101
- 2013 SS101
- 2013 SG102
- 2013 SH102
- 2013 SJ102
- 2013 SK102
- 2013 SM102
- 2013 SN102
- 2013 SO102
- 2013 SP102
- 2013 SQ102
- 2013 SR102
- 2013 SS102
- 2013 ST102
- 2013 SV102
- 2013 SW102
- 2013 SZ102
- 2013 SB103
- 2013 SE103
- 2013 SF103
- 2013 SH103
- 2013 SK103
- 2013 SN103
- 2013 SO103
- 2013 SP103
- 2013 SR103
- 2013 SS103
- 2013 SV103
- 2013 SW103
- 2013 SX103
- 2013 SY103
- 2013 SZ103
- 2013 SA104
- 2013 SB104
- 2013 SD104
- 2013 SE104
- 2013 SF104
- 2013 SG104
- 2013 SH104
- 2013 SJ104
- 2013 SK104
- 2013 SM104
- 2013 SN104
- 2013 SQ104
- 2013 SR104
- 2013 SS104
- 2013 ST104
- 2013 SU104
- 2013 SV104
- 2013 SZ104
- 2013 SC105
- 2013 SD105
- 2013 SE105
- 2013 SG105
- 2013 SJ105
- 2013 SK105
- 2013 SM105
- 2013 SN105
- 2013 SO105
- 2013 SQ105
- 2013 SR105
- 2013 SS105
- 2013 ST105
- 2013 SU105
- 2013 SV105
- 2013 SW105
- 2013 SX105
- 2013 SY105
- 2013 SZ105
- 2013 SA106
- 2013 SB106
- 2013 SC106
- 2013 SD106
- 2013 SE106
- 2013 SF106
- 2013 SG106
- 2013 SH106
- 2013 SJ106
- 2013 SK106
- 2013 SL106
- 2013 SM106
- 2013 SN106
- 2013 SO106
- 2013 SP106
- 2013 SQ106
- 2013 SR106
- 2013 SS106
- 2013 ST106
- 2013 SU106
- 2013 SV106
- 2013 SW106
- 2013 SY106
- 2013 SZ106
- 2013 SA107
- 2013 SB107
- 2013 SC107
- 2013 SD107
- 2013 SE107
- 2013 SF107
- 2013 SG107
- 2013 SK107
- 2013 SN107
- 2013 SO107
- 2013 SP107
- 2013 SQ107
- 2013 SR107
- 2013 ST107
- 2013 SV107
- 2013 SW107
- 2013 SX107
- 2013 SC108
- 2013 SD108
- 2013 SE108
- 2013 SF108
- 2013 SG108
- 2013 SJ108
- 2013 SK108
- 2013 SL108
- 2013 SN108
- 2013 SO108
- 2013 SP108
- 2013 SR108
- 2013 SS108
- 2013 ST108
- 2013 SU108
- 2013 SW108
- 2013 SX108
- 2013 SY108
- 2013 SZ108
- 2013 SA109
- 2013 SC109
- 2013 SE109
- 2013 SF109
- 2013 SG109
- 2013 SJ109
- 2013 SK109
- 2013 SL109
- 2013 SN109
- 2013 SO109
- 2013 SP109
- 2013 SQ109
- 2013 SR109
- 2013 SS109
- 2013 SV109
- 2013 SX109
- 2013 SY109
- 2013 SZ109
- 2013 SB110
- 2013 SD110
- 2013 SE110
- 2013 SF110
- 2013 SG110
- 2013 SH110
- 2013 SJ110
- 2013 SK110
- 2013 SL110
- 2013 SM110
- 2013 SN110
- 2013 SO110
- 2013 SP110
- 2013 SQ110
- 2013 SS110
- 2013 SX110
- 2013 SY110
- 2013 SZ110
- 2013 SB111
- 2013 SD111
- 2013 SF111
- 2013 SG111
- 2013 SH111
- 2013 SJ111
- 2013 SK111
- 2013 SL111
- 2013 SN111
- 2013 SP111
- 2013 SQ111
- 2013 SR111
- 2013 ST111
- 2013 SV111
- 2013 SW111
- 2013 SY111
- 2013 SZ111
- 2013 SA112
- 2013 SB112
- 2013 SC112
- 2013 SD112
- 2013 SE112
- 2013 SF112
- 2013 SG112
- 2013 SH112
- 2013 SJ112
- 2013 SK112
- 2013 SL112
- 2013 SM112
- 2013 SN112
- 2013 SO112
- 2013 SP112
- 2013 SQ112
- 2013 SS112
- 2013 ST112
- 2013 SU112
- 2013 SV112
- 2013 SW112
- 2013 SX112
- 2013 SY112
- 2013 SZ112
- 2013 SA113
- 2013 SB113
- 2013 SD113
- 2013 SE113
- 2013 SF113
- 2013 SG113
- 2013 SH113
- 2013 SJ113
- 2013 SL113
- 2013 SN113
- 2013 SO113
- 2013 SQ113
- 2013 SR113
- 2013 SS113
- 2013 SW113
- 2013 SX113
- 2013 SY113
- 2013 SZ113
- 2013 SA114
- 2013 SC114
- 2013 SE114
- 2013 SF114
- 2013 SG114
- 2013 SK114
- 2013 SM114
- 2013 SO114
- 2013 SP114
- 2013 SQ114
- 2013 SR114
- 2013 SS114
- 2013 ST114
- 2013 SU114
- 2013 SW114
- 2013 SY114
- 2013 SZ114
- 2013 SA115
- 2013 SB115
- 2013 SC115
- 2013 SD115
- 2013 SE115
- 2013 SF115
- 2013 SG115
- 2013 SH115
- 2013 SJ115
- 2013 SK115
- 2013 SL115
- 2013 SM115
- 2013 SN115
- 2013 SO115
- 2013 SP115
- 2013 SQ115
- 2013 SR115
- 2013 SS115
- 2013 ST115
- 2013 SU115
- 2013 SV115
- 2013 SW115
- 2013 SX115
- 2013 SY115
- 2013 SZ115
- 2013 SA116
- 2013 SB116
- 2013 SC116
- 2013 SE116
- 2013 SF116
- 2013 SG116
- 2013 SH116
- 2013 SK116
- 2013 SM116
- 2013 SN116
- 2013 SP116
- 2013 SR116
- 2013 SS116
- 2013 SU116
- 2013 SV116
- 2013 SW116
- 2013 SX116
- 2013 SZ116
- 2013 SA117
- 2013 SB117
- 2013 SC117
- 2013 SD117
- 2013 SE117
- 2013 SF117
- 2013 SG117
- 2013 SH117
- 2013 SJ117
- 2013 SK117
- 2013 SL117
- 2013 SM117
- 2013 SN117
- 2013 SO117
- 2013 SP117
- 2013 SQ117
- 2013 SR117
- 2013 SU117
- 2013 SV117
- 2013 SX117
- 2013 SY117
- 2013 SZ117
- 2013 SA118
- 2013 SB118
- 2013 SD118
- 2013 SE118
- 2013 SF118
- 2013 SG118
- 2013 SJ118
- 2013 SL118
- 2013 SM118
- 2013 SN118
- 2013 SO118
- 2013 SP118
- 2013 SQ118
- 2013 SR118
- 2013 SS118
- 2013 ST118
- 2013 SV118
- 2013 SW118
- 2013 SX118
- 2013 SY118
- 2013 SZ118
- 2013 SB119
- 2013 SC119
- 2013 SD119
- 2013 SE119
- 2013 SG119
- 2013 SH119
- 2013 SJ119
- 2013 SK119
- 2013 SL119
- 2013 SM119
- 2013 SN119
- 2013 SO119
- 2013 SP119
- 2013 SQ119
- 2013 SR119
- 2013 SS119
- 2013 SU119
- 2013 SV119
- 2013 SW119
- 2013 SX119
- 2013 SY119
- 2013 SZ119
- 2013 SB120
- 2013 SC120
- 2013 SD120
- 2013 SE120
- 2013 SF120
- 2013 SG120
- 2013 SH120
- 2013 SJ120
- 2013 SK120
- 2013 SL120
- 2013 SM120
- 2013 SN120
- 2013 SO120
- 2013 SP120
- 2013 SQ120
- 2013 SR120